# Hoa hậu Thế giới 2006

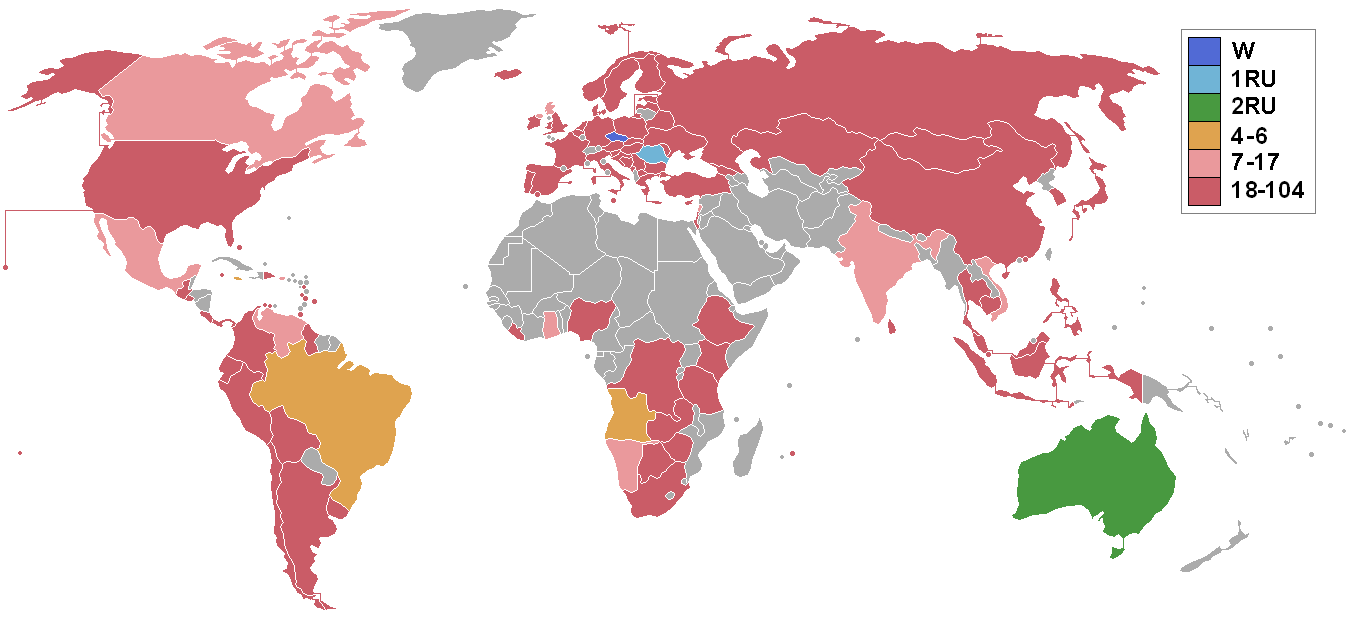
Kết quả cuộc thi Hoa hậu Thế giới 2006

Hoa hậu Thế giới năm 2006 là cuộc thi Hoa hậu Thế giới lần thứ 56 được tổ chức tại Tháp Văn hóa và Khoa học ở thủ đô Warszawa của Ba Lan. Cuộc thi có tất cả 104 thí sinh tham gia. Đêm chung kết của cuộc thi diễn ra vào ngày 30 tháng 9 năm 2006 với vương miện thuộc về người đẹp Taťána Kuchařová, đến từ Cộng hòa Séc.
Tổng cộng có 104 quốc gia tham gia cuộc thi, số lượng lớn thứ 12 sau 2013 (127) 2014 (121), 2012 (116), 2010 (115), 2015 (114), 2011 (113), 2009 (112), 2008 (109), 2004 (107), và 2007 và 2003 (cả 106). Tất cả các thí sinh được chia thành sáu nhóm khu vực: Châu Phi, Châu Mỹ, Châu Á Thái Bình Dương, Caribe,  Bắc Âu và Nam Âu.

## Các kết quả

### Các danh hiệu cao nhất
| Kết quả               | Thí sinh |
| --------------------- | --- |
| Hoa hậu Thế giới 2006 | - Cộng hòa Séc – Taťána Kuchařová |
| Á hậu 1               | - Romania – Ioana Boitor |
| Á hậu 2               | - Úc – Sabrina Houssami |
| Top 6                 | - Angola – Stiviandra Oliveira - Brazil – Jane Borges - Jamaica – Sara Lawrence |
| Top 17                | - Canada – Malgosia Majewska - Ghana – Lamisi Mbillah - Ấn Độ – Natasha Suri - Liban – Annabella Hilal - Mexico – Karla Jiménez - Namibia – Anna Nashandi - Bắc Ireland – Catherine Jean Milligan - Puerto Rico – Thebyam Carrión - Scotland – Nicola McLean - Venezuela – Federica Guzmán - Việt Nam – Mai Phương Thúy |

### Các nữ hoàng sắc đẹp khu vực
| Khu vực            | Thí sinh                          |
| ------------------ | --------------------------------- |
| Châu Á & Đại dương | - Úc – Sabrina Houssami           |
| Châu Âu            | - Cộng hòa Séc – Taťána Kuchařová |
| Châu Mỹ            | - Brazil – Jane Borges            |
| Châu Phi           | - Angola – Stiviandra Oliveira    |
| Vùng biển Caribê   | - Jamaica – Sara Lawrence         |

## Các giải phụ
| Kết quả     | Giải thưởng                                      | Giải thưởng                             | Giải thưởng                             | Giải thưởng              |
| ----------- | ------------------------------------------------ | --------------------------------------- | --------------------------------------- | ------------------------ |
| Kết quả     | Hoa hậu Bãi biển                                 | Hoa hậu Thể thao                        | Hoa hậu Tài năng                        | Hoa hậu Nhân ái          |
| Chiến thắng | - Venezuela - Alexandra Federica Guzmán Diamante | - Canada - Malgorzata Majewska          | - Bắc Ireland - Catherine Jean Milligan | - Ghana - Lamisi Mbillah |
| Á hậu 1     | - Cộng hòa Séc - Tatana Kucharova                | - Puerto Rico - Thebyam Carrion Alvarez | - Ý - Elizaveta Migatcheva              | - Không có               |
| Á hậu 2     | - Ấn Độ - Natasha Suri                           | - Latvia - Liga Meinarte                | - Zimbabwe - Lorraine Tsoanele Maphala  | - Không có               |

### Giải thưởng nhà thiết kế tài năng
| Kết quả     | Thí sinh |
| ----------- | --- |
| Chiến thắng | - Croatia - Ivana Ergic |
| Top 5       | - Hà Lan – Sheryl Lynn Baas - Ấn Độ – Natasha Suri - Kenya – Khadijah Shamillah Kiptoo - Ireland – Catherine Jean Milligan - Croatia – Ivana Ergic |
| Top 20      | - Cộng hòa Séc - Tatana Kucharova - Ba Lan – Marzena Cieslik - Liban – Annabella Hilal - Romania – Ioana Boitor - Ý - Elizaveta Migatcheva - Aruba – Shanandoa Arnaldi Wijshiser - Barbados - Latoya Tamara Mcdowald - Cộng hòa Dominica – Paola Torres Cohen - Trung Quốc – Lưu Đa - Colombia - Elizabeth Loaiza - Hoa Kỳ – Brooke Elizabeth Angus - Venezuela - Alexandra Federica Guzmán Diamante - Angola – Stiviandra Oliveira - Mauritius - Vanesha Seetohu - Việt Nam – Mai Phương Thúy |

## Thí sinh
Có tất cả 104 thí sinh tham dự cuộc thi Hoa hậu Thế giới 2006

### Châu Á – Thái Bình Dương
| Quốc gia    | Thí sinh                           | Tuổi | Chiều cao (cm) | Chiều cao (ft) | Quê nhà        |
| ----------- | ---------------------------------- | ---- | -------------- | -------------- | -------------- |
| Úc          | Sabrina Houssami                   | 20   | 172            | 5'7.5"         | Sydney         |
| Campuchia   | Sun Srey Mom                       | 22   | 173            | 5'8"           | Kampong Cham   |
| Trung Quốc  | Lưu Đa                             | 24   | 178            | 5'10"          | Bắc Kinh       |
| Hồng Kông   | Châu Gia Úy                        | 23   | 165            | 5'5"           | Canada         |
| Ấn Độ       | Natasha Suri                       | 22   | 173            | 5'8"           | Mumbai         |
| Indonesia   | Kristania Virginia Besouw          | 21   | 172            | 5'7.5"         | Manado         |
| Nhật Bản    | Kazuha Kondo                       | 21   | 172            | 5'7.5"         | Tochigi        |
| Hàn Quốc    | Sharon Park                        | 21   | 178            | 5'10"          | Incheon        |
| Malaysia    | Adeline Wan Ling Choo              | 23   | 170            | 5'7"           | Kuala Lumpur   |
| Mông Cổ     | Selenge Erdene-Ochir               | 19   | 180            | 5'11"          | Ulaanbaatar    |
| Philippines | Anna Maris Igpit                   | 19   | 168            | 5'6"           | Thành phố Cebu |
| Singapore   | Pereira Colleen Francisca          | 24   | 173            | 5'8"           | Singapore      |
| Sri Lanka   | Rapthi Raffella Dannielle Kerkoven | 18   | 175            | 5'9"           | Colombo        |
| Tahiti      | Vainui Simon                       | 20   | 177            | 5'9.5"         | Papeete        |
| Thái Lan    | Melisa Mahapol                     | 23   | 168            | 5'6"           | Băng Cốc       |
| Việt Nam    | Mai Phương Thúy                    | 18   | 180            | 5'11"          | Hà Nội         |

### Bắc Âu
| Quốc gia     | Thí sinh                       | Tuổi | Chiều cao (cm) | Chiều cao (ft) | Quê nhà      |
| ------------ | ------------------------------ | ---- | -------------- | -------------- | ------------ |
| Áo           | Tatjana Batinic                | 20   | 177            | 5'9.5"         | Viên         |
| Belarus      | Katsiaryna Litvinava           | 22   | 175            | 5'9"           | Mogilev      |
| Bỉ           | Virginie Lieve Geraldine Claes | 23   | 170            | 5'7"           | Limburg      |
| Cộng hòa Séc | Taťána Kuchařová               | 18   | 177            | 5'9.5"         | Opočno       |
| Đan Mạch     | Sandra Nanna Spohr             | 19   | 174            | 5'8.5"         | Alleroed     |
| Anh          | Eleanor Mary Anne Glynn        | 20   | 175            | 5'9"           | Oxford       |
| Estonia      | Leisi Poldsam                  | 19   | 175            | 5'9"           | Tartu        |
| Phần Lan     | Jenniina Elva Kristiina Tuokko | 17   | 172            | 5'7.5"         | Nousiainen   |
| Đức          | Edita Orascanin                | 17   | 181            | 5'11"          | Dortmund     |
| Iceland      | Asdis Svava Hallgrimsdottir    | 19   | 171            | 5'7"           | Isafjordur   |
| Ireland      | Sara Morrissey                 | 24   | 175            | 5'9"           | Dublin       |
| Latvia       | Liga Meinarte                  | 24   | 180            | 5'11"          | Talsi        |
| Hà Lan       | Sheryl Lynn Baas               | 22   | 174            | 5'8.5"         | Rotterdam    |
| Bắc Ireland  | Catherine Jean Milligan        | 19   | 176            | 5'9"           | Newtownwards |
| Na Uy        | Tonje Elise Skjaervik          | 18   | 176            | 5'9"           | Trondheim    |
| Ba Lan       | Marzena Cieslik                | 25   | 176            | 5'9"           | Wolin        |
| Nga          | Aleksandra Mazur               | 19   | 176            | 5'9"           | Moskva       |
| Scotland     | Nicola Mclean                  | 22   | 180            | 5'11"          | Hamilton     |
| Thụy Điển    | Cathrin Skog                   | 19   | 171            | 5'7"           | Nalden       |
| Ukraina      | Olga Shylovanova               | 19   | 176            | 5'9"           | Kharkov      |
| Wales        | Sarah Michelle Fleming         | 19   | 173            | 5'8"           | Wales        |

### Nam Âu
| Quốc gia             | Thí sinh                  | Tuổi | Chiều cao (cm) | Chiều cao (ft) | Quê nhà          |
| -------------------- | ------------------------- | ---- | -------------- | -------------- | ---------------- |
| Bosnia & Herzegovina | Azra Gazdic               | 17   | 174            | 5'8.5"         | Tuzla            |
| Bulgaria             | Slavena Vatova            | 17   | 177            | 5'9.5"         | Shumen           |
| Croatia              | Ivana Ergic               | 19   | 173            | 5'8"           | Sibenik          |
| Síp                  | Elli Manoli               | 18   | 169            | 5'6.5"         | Nicosia          |
| Pháp                 | Laura Fasquel             | 19   | 174            | 5'8.5"         | Toulouse         |
| Gruzia               | Nino Kalandaze            | 17   | 180            | 5'11"          | Tbilisi          |
| Gibraltar            | Hayley O'brien            | 20   | 167            | 5'6"           | Gibraltar        |
| Hy Lạp               | Eirini Karra              | 20   | 176            | 5'9"           | Karditsa         |
| Hungary              | Renata Anetta Toth        | 21   | 174            | 5'8.5"         | Debrecen         |
| Israel               | Yael Nezri                | 18   | 170            | 5'7"           | Kiryat-Shmona    |
| Ý                    | Elizaveta Migatcheva      | 17   | 177            | 5'9.5"         | Roma             |
| Liban                | Annabella Hilal           | 20   | 179            | 5'10.5"        | Ain El Remmaneh  |
| Cộng hoà Macedonia   | Marija Vegova             | 18   | 181            | 5'11"          | Gevgelida        |
| Malta                | Solange Jeanne Mifsud     | 23   | 177            | 5'9.5"         | Zabbar           |
| Moldova              | Alexandra Demciuk         | 17   | 176            | 5'9"           | Balts City       |
| Montenegro           | Ivana Knezevic            | 17   | 184            | 6'0"           | Balkan Peninsula |
| România              | Ioana Valentina Boitor    | 17   | 178            | 5'10"          | Satu-Mare        |
| Serbia               | Vedrana Grbovic           | 18   | 175            | 5'9"           | Belgrade         |
| Slovakia             | Magdalena Sebestova       | 23   | 171            | 5'7"           | Bilkove Humence  |
| Slovenia             | Iris Mulej                | 25   | 173            | 5'8"           | Ljubljana        |
| Tây Ban Nha          | Inmaculada Torres Del Rey | 24   | 180            | 5'11"          | Alicante         |
| Thổ Nhĩ Kỳ           | Merve Buyuksarac          | 18   | 179            | 5'10.5"        | Ankara           |

### Vùng biển Caribê
| Quốc gia          | Thí sinh                    | Tuổi | Chiều cao (cm) | Chiều cao (ft) | Quê nhà        |
| ----------------- | --------------------------- | ---- | -------------- | -------------- | -------------- |
| Aruba             | Shanandoa Arnaldi Wijshiser | 19   | 179            | 5'10.5"        | Zumbo          |
| Bahamas           | Deandrea Conliffe           | 24   | 178            | 5'10"          | New Providence |
| Barbados          | Latoya Tamara Mcdowald      | 17   | 180            | 5'11"          | Applewhaites   |
| Quần đảo Cayman   | Ambuyah Ruth Ebanks         | 21   | 183            | 6'0"           | Grand Cayman   |
| Cộng hòa Dominica | Paola Torres Cohen          | 21   | 175            | 5'9"           | Santiago       |
| Guadeloupe        | Caroline Virgile Bevis      | 21   | 180            | 5'11"          | Guadeloupe     |
| Jamaica           | Sara Lawrence               | 21   | 174            | 5'8.5"         | Kingston       |
| Martinique        | Stephanie Florence Colosse  | 19   | 171            | 5'7"           | Fort de France |
| Puerto Rico       | Thebyam Carrion Alvarez     | 23   | 175            | 5'9"           | Mayaguez       |
| St Lucia          | Tamalisa Jn.Baptiste        | 20   | 175            | 5'9"           | Marchand       |
| Trinidad & Tobago | Teneke De Freitas           | 23   | 174            | 5'8.5"         | Westmoorings   |

### Châu Mỹ
| Quốc gia    | Thí sinh                           | Tuổi | Chiều cao (cm) | Chiều cao (ft) | Quê nhà          |
| ----------- | ---------------------------------- | ---- | -------------- | -------------- | ---------------- |
| Argentina   | Maria Beatriz Vallejos Schulze     | 19   | 174            | 5'8.5"         | Corrientes       |
| Bolivia     | Ana Maria Ortiz Rodal              | 17   | 180            | 5'11"          | Beni             |
| Brasil      | Jane Sousa Borges Oliveira         | 21   | 180            | 5'11"          | Goiania          |
| Canada      | Malgorzata Majewska                | 24   | 181            | 5'11"          | Brampton         |
| Chile       | Constanza Silva                    | 20   | 170            | 5'7"           | Santiago         |
| Colombia    | Elizabeth Loaiza                   | 18   | 174            | 5'8.5"         | Cali             |
| Costa Rica  | Belgica Arias Palomo               | 22   | 176            | 5'9"           | San Jose         |
| Ecuador     | Rebeca Flores Jaramillo            | 23   | 172            | 5'7.5"         | Cuenca           |
| El Salvador | Evelyn Tatiana Romero Lopez        | 20   | 175            | 5'9"           | San Salvador     |
| Guatemala   | Jackelinne Piccinini Otten         | 22   | 175            | 5'9 "          | Mazatenango      |
| Guyana      | Dessia Braithwaite                 | 24   | 175            | 5'9"           | Bartical         |
| México      | Karla Veronica Jimenez Amescua     | 23   | 170            | 5'7"           | Puebla           |
| Panama      | Giselle Bissot Kieswetter          | 23   | 173            | 5'8"           | Thành phố Panama |
| Perú        | Silvia Cornejo Cerna               | 19   | 180            | 5'11"          | Trujillo         |
| Hoa Kỳ      | Brooke Elizabeth Angus             | 24   | 176            | 5'9"           | Essex            |
| Uruguay     | Marlene Valeria Politi Lerete      | 20   | 175            | 5'9"           | San Jacinto      |
| Venezuela   | Alexandra Federica Guzman Diamante | 24   | 179            | 5'9.5"         | Caracas          |

### Châu Phi
| Quốc gia               | Thí sinh                  | Tuổi | Chiều cao (cm) | Chiều cao (ft) | Quê nhà              |
| ---------------------- | ------------------------- | ---- | -------------- | -------------- | -------------------- |
| Angola                 | Stiviandra Oliveira       | 18   | 175            | 5'9"           | Huila                |
| Botswana               | Lorato Pearl Tebogo       | 21   | 162            | 5'3"           | Sebele               |
| Cộng hoà Dân chủ Congo | Diane Mizumi Mwinga       | 23   | 174            | 5'8.5"         | Lubumbashi           |
| Ethiopia               | Amleset Muchie            | 19   | 171            | 5'7"           | Addis Ababa          |
| Ghana                  | Lamisi Mbillah            | 23   | 174            | 5'8.5"         | Bawku                |
| Kenya                  | Khadijah Shamillah Kiptoo | 21   | 171            | 5'7"           | Nairobi              |
| Liberia                | Patrice Daiemole Juah     | 21   | 173            | 5'8"           | Gbranga              |
| Mauritius              | Vanesha Seetohu           | 22   | 174            | 5'8.5"         | Quarte-Bornes        |
| Namibia                | Anna Svetlana Nashandi    | 22   | 178            | 5'10"          | Windhoek             |
| Nigeria                | Abiola Bashorun           | 18   | 180            | 5'11"          | Lagos                |
| Nam Phi                | Nokuthula Sithole         | 22   | 173            | 5'8"           | ------               |
| Tanzania               | Wema Isaac Sepetu         | 18   | 171            | 5'7"           | Dar Es Salaam        |
| Uganda                 | Juliet Ankakwatsa         | 22   | 170            | 5'7"           | Kabale               |
| Zambia                 | Katanekwa Matundwelo      | 25   | 170            | 5'7"           | Zambia và Yugoslavia |
| Zimbabwe               | Lorraine Tsoanele Maphala | 21   | 172            | 5'7.5"         | Swanda               |